# Theta Apodis
Theta Apodis (θ Apodis, förkortat Theta Aps, θ Aps), som är stjärnans Bayer-beteckning, är en variabel stjärna i den västra delen av stjärnbilden Paradisfågeln. Den har en skenbar magnitud på +4,65 – 6,20 och är synlig för blotta ögat där ljusföroreningar ej förekommer. Baserat på parallaxmätningar i Hipparcos-uppdraget på 9,2 mas beräknas den befinna sig på ca 350 ljusårs (108 pc) avstånd från solen. 

## Egenskaper
Primärstjärnan Theta Apodis A är en röd till orange jättestjärna av spektralklass M7 III och befinner sig på den asymptotiska jättegrenen. Den har en radie som är ca 13 gånger solens radie och avger ca 3 900 gånger mer energi än solen från dess fotosfär vid en effektiv temperatur på ca 3 200 K.
Theta Apodis är en halvregelbunden pulserande variabel och dess ljusstyrka ändras över ett intervall av 0,56 magnituder med en period av 119 dygn. En längre period på ca 1 000 dygn har också observerats. Stjärnan förlorar massa i takt av 1,1 × 10-7 gånger solens massa per år genom dess stjärnvind. Stoft utstött från stjärnan interagerar med det omgivande interstellära mediet, vilket bildar en chockvåg när den rör sig genom Vintergatan. Stand-off-distansen för fronten är belägen ca 0,134 ljusår från Theta Apodis.
Theta Apodis har identifierats som en astrometrisk dubbelstjärna, vilket tyder på att den har en följeslagare som orsakar gravitationstörningar hos primärstjärnan.